# Lwala (Kenia)
Lwala ist ein Dorf in Kenia im Homa Bay County mit etwa 1500 Einwohnern. Es liegt ungefähr 30 Kilometer nördlich von Homa Bay und östlich des Victoriasees. In der umliegenden Region leben etwa 4000 Menschen.

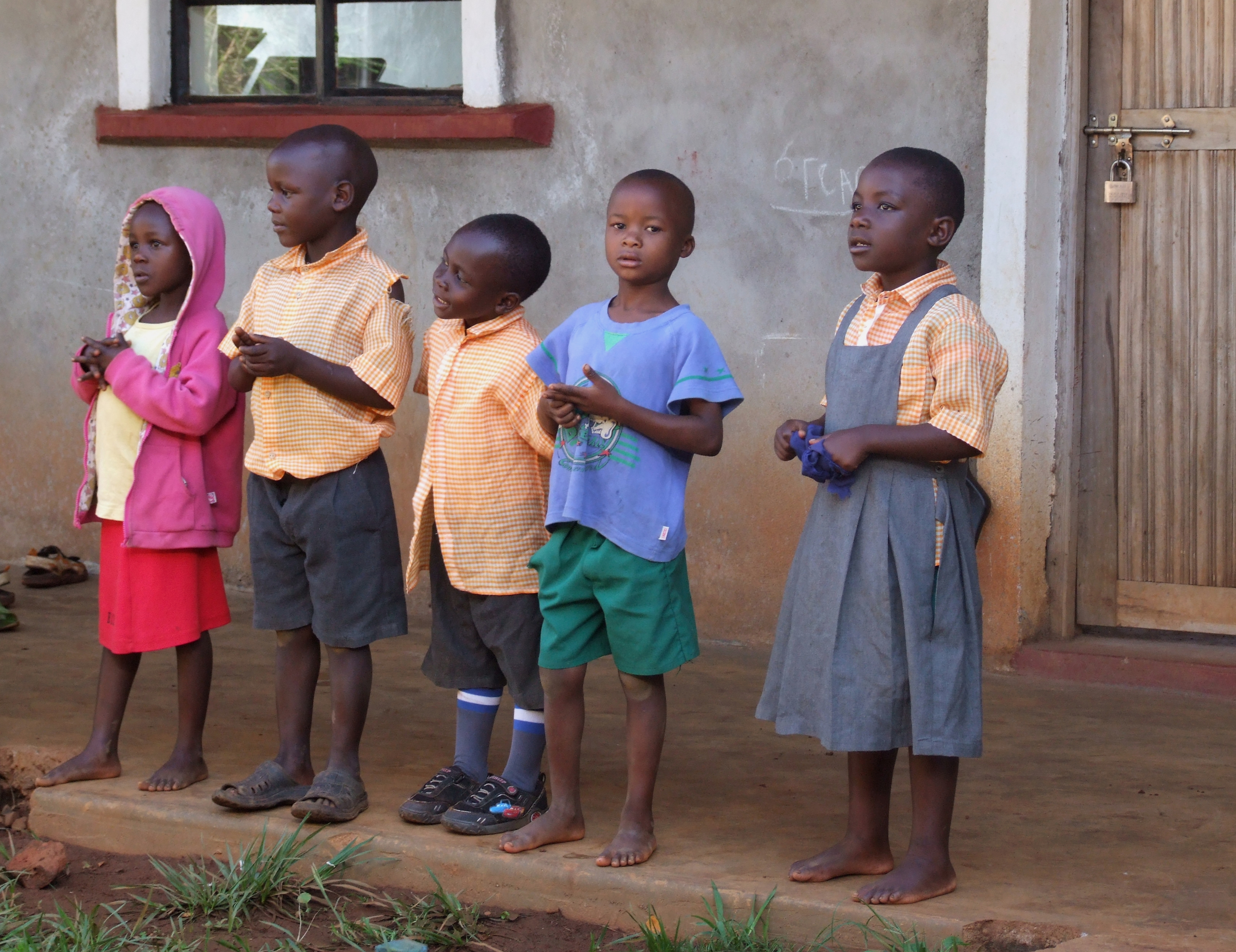
Kindertagesstätte Nyota

Lwala ist nicht an eine öffentliche Strom- und Wasserversorgung angeschlossen. Der Handel findet auf Marktplätzen statt. Es existieren sechs Grundschulen und zwei weiterführende Schulen. Zudem befindet sich die Waisenkinder-Tagesstätte Nyota in dem Ort, die von dem gleichnamigen deutschen Verein aus Mannheim geleitet wird.
Im Jahr 2007 eröffnete die Lwala Community Clinic, die von der Non-Profit-Organisation Lwala Community Alliance geleitet wird und deren Geschichte in der preisgekrönten Dokumentation Sons of Lwala festgehalten wurde.
Hauptwirtschaftsfaktor ist der Anbau und die Verarbeitung von Zuckerrohr.

## Filme
- Sons of Lwala, 2008